# Club de Gimnasia y Esgrima La Plata 1931
Questa voce raccoglie le informazioni riguardanti il Club de Gimnasia y Esgrima La Plata nelle competizioni ufficiali della stagione 1931.

## Maglie e sponsor
| Casa |

## Rosa
| N. |                      | Ruolo | Calciatore         |
| -- | -------------------- | ----- | ------------------ |
|    | Argentina (bandiera) | P     | Atilio Herrera     |
|    | Argentina (bandiera) | P     | Francisco Ruiz     |
|    | Argentina (bandiera) | P     | Felipe Scarpone    |
|    | Argentina (bandiera) | D     | Manuel Alonso      |
|    | Argentina (bandiera) | D     | Marcos Barbosa     |
|    | Argentina (bandiera) | D     | Domingo Basile     |
|    | Argentina (bandiera) | D     | Evaristo Delovo    |
|    | Argentina (bandiera) | D     | Ricardo Martín     |
|    | Argentina (bandiera) | C     | Antonio Belli      |
|    | Argentina (bandiera) | C     | Jesús Bustos       |
|    | Argentina (bandiera) | C     | Horacio Cantil     |
|    | Argentina (bandiera) | C     | Salvador Fernández |
|    | Argentina (bandiera) | C     | Julio R. García    |
|    | Argentina (bandiera) | C     | Carlos Garza       |
|    | Uruguay (bandiera)   | C     | Ángel Miguens      |
|    | Argentina (bandiera) | C     | José Minella       |
|    | Argentina (bandiera) | C     | Ismael Morgada     |
|    | Argentina (bandiera) | C     | Juan Santillán     |
|    | Argentina (bandiera) | C     | Roberto Terzaghi   |

| N. |                      | Ruolo | Calciatore           |
| -- | -------------------- | ----- | -------------------- |
|    | Argentina (bandiera) | A     | Carlos Bertetti      |
|    | Argentina (bandiera) | A     | Florencio Budiño     |
|    | Argentina (bandiera) | A     | Juan Coviello        |
|    | Argentina (bandiera) | A     | Miguel Curell        |
|    | Uruguay (bandiera)   | A     | Arturo De León       |
|    | Argentina (bandiera) | A     | Atilio Demaría       |
|    | Paraguay (bandiera)  | A     | Clotardo Dendi       |
|    | Argentina (bandiera) | A     | Pedro Farías         |
|    | Argentina (bandiera) | A     | Carlos Giúdice       |
|    | Argentina (bandiera) | A     | Juan Carlos González |
|    | Argentina (bandiera) | A     | Tomás González       |
|    | Argentina (bandiera) | A     | Francisco Juariste   |
|    | Argentina (bandiera) | A     | Arturo Naón          |
|    | Argentina (bandiera) | A     | Amleto Nelly         |
|    | Argentina (bandiera) | A     | Ricardo Paganelli    |
|    | Argentina (bandiera) | A     | Antonio Palomino     |
|    | Uruguay (bandiera)   | A     | Roque Sosa           |
|    | Argentina (bandiera) | A     | Humberto Zabalet     |
|    | Argentina (bandiera) | A     | Armando Zoroza       |

## Statistiche

### Statistiche di squadra
| Competizione | Punti | Totale | Totale | Totale | Totale | Totale | Totale |
| Competizione | Punti | G      | V      | N      | P      | Gf     | Gs     |
| ------------ | ----- | ------ | ------ | ------ | ------ | ------ | ------ |
| Campionato   | 30    | 34     | 9      | 12     | 13     | 42     | 64     |
| Totale       | 30    | 34     | 9      | 12     | 13     | 42     | 64     |